# Новоивановка (Гомельская область)
Новоивановка (бел. Новаіванаўка; до 1924 года — Голодная) — упразднённая деревня в Светиловичском сельсовете Ветковского района Гомельской области Белоруссии.

## География

### Расположение
В 10 км на север от Ветки. 32 км от Гомеля. На западе и севере граничит с лесом.

### Гидрография
Река Беседь (приток реки Сож).

## Транспортная сеть
Транспортные связи по просёлочной, затем автомобильной дороге Светиловичи — Гомель. Планировка состоит из коротких улиц, которые образовывают П-образную конфигурацию. Застройка деревянная усадебного типа.

## История
Обнаруженное археологами городище милоградской культуры (2 км на юг от деревни, в урочище Городок, на мысе правого берега реки) свидетельствует о заселении этих мест с давних времён. По письменным источникам известна с начала XVI века как деревня Голодная. Упоминается в 1503, 1525—1527 годах в материалах о конфликтах между ВКЛ и Московским государством. После 1-го раздела Речи Посполитой (1772) в составе Российской империи. Значительную часть жителей составляли староверы. Согласно переписи 1897 года располагались: старообрядческий молитвенный дом, хлебозапасный магазин. В 1909 году в Речковской волости Гомельского уезда Могилёвской губернии, работали — церковь, мельница.
В 1926 году в Беседском сельсовете Ветковского района Гомельского округа. В 1929 году организован колхоз. 9 жителей погибли на фронтах Великой Отечественной войны. В 1959 году входила в состав совхоза «Заречный» (центр — деревня Гарусты).
В результате катастрофы на Чернобыльской АЭС деревня подверглась радиационному загрязнению. В 1996 году все жители (20 семей) были переселены в чистые места.
Официально упразднена в 2011 году.

## Население
- 1897 год — 33 двора, 207 жителей (согласно переписи).
- 1909 год — 36 дворов, 302 десятин земли.
- 1926 год — 56 дворов, 246 жителей.
- 1959 год — 101 житель (согласно переписи).
- 1996 год — жители (20 семей) переселены.

## Известные лица
- В Новоивановке родился Герой Социалистического Труда В. М. Гладков.